# Miss Curaçao

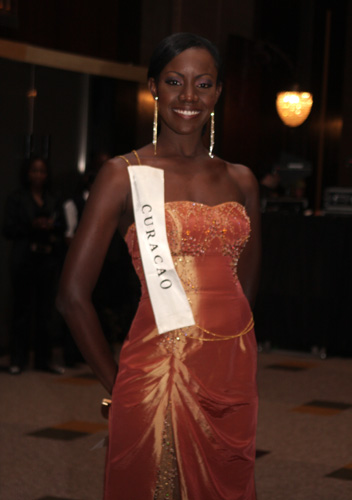
Norayla Francisco, Miss Curaçao 2008.

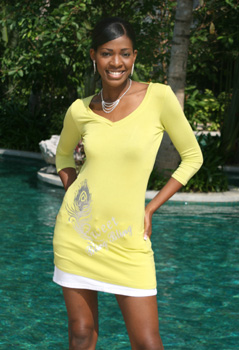
Mckeyla Antoinette Richards, Miss Curaçao 2007.

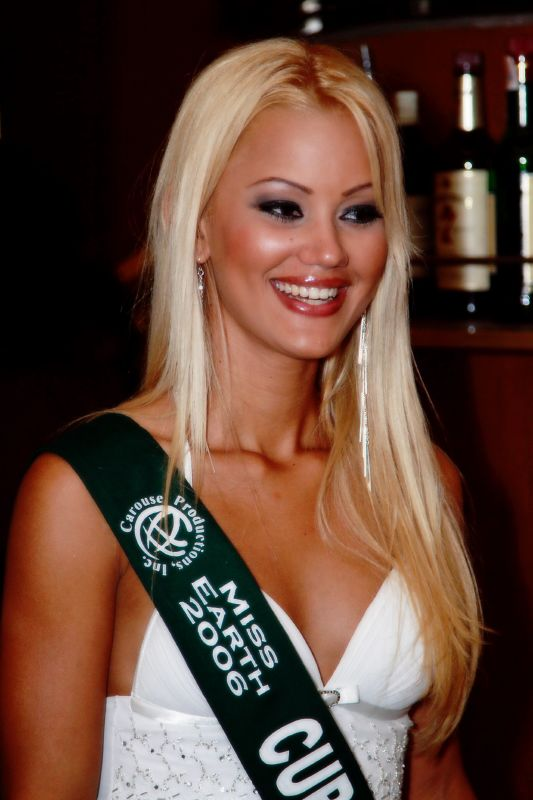
Kristal Rose Sprock, Miss Terra Curaçao 2006.

Miss Curaçao è un concorso di bellezza femminile che si tiene annualmente dal 1962 e dal quale vengono selezionate le rappresentanti dell'isola di Curaçao per vari concorsi di bellezza internazionali come Miss Universo, Miss Mondo, Miss Terra e Miss International.

## Albo d'oro

### Miss Curaçao
| Anno      | Vincitrice                            | Titolo ufficiale              |
| --------- | ------------------------------------- | ----------------------------- |
| 1962–1963 | Peggy Van Riet                        | Miss Curaçao                  |
| 1963-1964 | Philomena Zielinski                   | Miss Curaçao                  |
| 1964–1965 | Iris de Windt                         | Miss Curaçao                  |
| 1965–1966 | Ninfa Palm                            | Miss Curaçao                  |
| 1966–1967 | Elizabeth Sánchez                     | Miss Curaçao                  |
| 1967–1968 | Imelda Thodé                          | Miss Curaçao                  |
| 1968–1969 | Anne Marie Braafheid                  | Miss Curaçao                  |
| 1969–1970 | Yvonne Wardekker                      | Miss Curaçao                  |
| 1970-1971 | Nilva Maduro                          | Miss Curaçao                  |
| 1971–1972 | Maria Vonhogen                        | Miss Curaçao                  |
| 1972–1973 | Ingrid Prade                          | Miss Curaçao                  |
| 1973–1974 | Ingeborg Zielinski                    | Miss Curaçao                  |
| 1974–1975 | Catherine de Jongh                    | Miss Curaçao                  |
| 1975–1976 | Jamine Fraites                        | Miss Curaçao                  |
| 1976–1977 | Anneke Dijkhuizen                     | Miss Curaçao                  |
| 1977–1978 | Regine Tromp                          | Miss Curaçao                  |
| 1978–1980 | Solange de Castro                     | Miss Curaçao                  |
| 1980–1981 | Hassana Hammoud                       | Miss Curaçao                  |
| 1981–1982 | Maria Maxima Croes                    | Miss Curaçao                  |
| 1982–1983 | Minerva Hieroms                       | Miss Curaçao                  |
| 1983–1984 | Maybeline Snel                        | Miss Curaçao                  |
| 1984–1985 | Susanne Verbrugge                     | Miss Curaçao                  |
| 1985–1986 | Sheida Wever                          | Miss Curaçao                  |
| 1986–1988 | Christine Sibilo                      | Miss Curaçao                  |
| 1988–1989 | Anushka Cova                          | Miss Curaçao                  |
| 1989–1990 | Anna Maria Mosteiro de Windt          | Miss Curaçao                  |
| 1990–1991 | Jacqueline Nelleke Josien Krijger     | Miss Curaçao                  |
| 1991–1992 | Mijanou de Paula                      | Miss Curaçao                  |
| 1992–1993 | Elsa Roozendal                        | Miss Curaçao                  |
| 1993–1994 | Jasmin Clifton                        | Miss Curaçao                  |
| 1994–1995 | Maruschka Jansen                      | Miss Curaçao                  |
| 1995–1996 | Vanessa Dorinda Mambi                 | Miss Curaçao                  |
| 1996–1997 | Verna Angela Maria Vasquez            | Miss Universo Curaçao         |
| 1997–1998 | Natacha Tamara Bloem                  | Miss Universo Curaçao         |
| 1998–1999 | Jouraine Gregoria Ricardo             | Miss Universo Curaçao         |
| 1999–2000 | Jozaine Marianella Wall               | Miss Universo Curaçao         |
| 2000–2002 | Fatima Maria Sint Jago                | Miss Universo Curaçao         |
| 2002–2003 | Ayanette Mary-Ann Ileana Statia       | Miss Universo Curaçao         |
| 2003–2005 | Vanessa Maria Van Arendonk            | Miss Universo Curaçao         |
| 2005–2007 | Rychacviana Coffie                    | Miss Universo Curaçao         |
| 2007–2008 | Naemi Elizabeth Monte                 | Miss Universo Curaçao         |
| 2007–2008 | Lisaika Everitz                       | Miss Mondo Curaçao            |
| 2008      | Jenyfeer Natividad Mercelina          | Miss Universo Curaçao         |
| 2008      | Norayla Maria Francisco               | Miss Mondo Curaçao            |
| 2008      | Anaïse Mogen                          | Miss Intercontinental Curaçao |
| 2008–2009 | Ashanta Mafalda Macauly (riassegnata) | Miss Universo Curaçao         |
| 2008–2009 | Angenie Anamaria Simon                | Miss Universo Curaçao         |
| 2009–2010 | Safira de Wit                         | Miss Universo Curaçao         |

### Rappresentante per Miss Universo
| Anno | Rappresentante                    | Piazzamento     | Speciale riconoscimento |
| ---- | --------------------------------- | --------------- | ----------------------- |
| 1963 | Philomena Zielinski               |                 |                         |
| 1964 | Iris de Windt                     |                 |                         |
| 1965 | Ninfa Palm                        |                 |                         |
| 1966 | Elizabeth Sánchez                 |                 | Miss Amity              |
| 1967 | Imelda Thodé                      |                 |                         |
| 1968 | Annemarie Braafheid               | 2ª classificata |                         |
| 1969 | Yvonne Wardekker                  |                 |                         |
| 1970 | Nilva Maduro                      |                 |                         |
| 1971 | Maria Vonhogen                    |                 |                         |
| 1972 | Ingrid Prade                      |                 |                         |
| 1973 | Ingeborg Zielinski                |                 |                         |
| 1974 | Catherine de Jongh                |                 |                         |
| 1975 | Jamine Fraites                    |                 |                         |
| 1976 | Anneke Dijkhuizen                 | Semifinalista   |                         |
| 1977 | Regine Tromp                      |                 |                         |
| 1978 | Solange de Castro                 |                 |                         |
| 1980 | Hassana Samoud                    |                 |                         |
| 1981 | Maria Maxima Croes                |                 |                         |
| 1982 | Minerva Hierons                   |                 |                         |
| 1983 | Maybeline Snel                    |                 |                         |
| 1984 | Susanne Verbrugge                 |                 |                         |
| 1985 | Sheida Wever                      |                 |                         |
| 1986 | Christine Sibilo                  |                 |                         |
| 1987 | Viennaline Arvelo                 |                 |                         |
| 1989 | Anna Mosteiro                     |                 |                         |
| 1991 | Jacqueline Nelleke Josien Krijger | Semifinalista   |                         |
| 1992 | Mijanou de Paula                  |                 |                         |
| 1993 | Elsa Roozendal                    |                 |                         |
| 1994 | Jasmin Clifton                    |                 |                         |
| 1995 | Maruschka Jansen                  |                 |                         |
| 1996 | Vanessa Dorinda Mambi             |                 |                         |
| 1997 | Verna Angela Maria Vasquez        | 5ª classificata |                         |
| 1998 | Natacha Tamara Bloem              |                 |                         |
| 1999 | Jouraine Gregoria Ricardo         |                 |                         |
| 2001 | Maria Fatima Sint Jago            |                 |                         |
| 2002 | Ayanette Mary-Ann Ileana Statia   |                 |                         |
| 2003 | Vanessa Maria Van Arendonk        |                 |                         |
| 2004 | Angeline Fernandine Da Silva Goes |                 |                         |
| 2005 | Rychacviana Coffie                |                 |                         |
| 2007 | Naemi Elizabeth Monte             |                 |                         |
| 2008 | Jenyfeer Natividad Mercelina      |                 |                         |
| 2009 | Angenie Anamaria Simon            |                 |                         |
| 2010 | Safira de Wit                     |                 |                         |
| 2011 | Evalina van Putten                |                 |                         |
| 2012 | Monifa Jansen                     |                 |                         |
| 2013 | Eline de Pool                     |                 |                         |
| 2014 | Laurien Angelista                 |                 |                         |
| 2015 | Kanisha Sluis                     | Semifinalista   |                         |
| 2016 | Chanelle De Lau                   |                 |                         |
| 2017 | Nashaira Balentien                |                 |                         |
| 2018 | Akisha Albert                     | Semifinalista   |                         |

### Rappresentante per Miss Mondo
| Anno | Rappresentante                    | Piazzamento   | Speciali riconoscimenti   |
| ---- | --------------------------------- | ------------- | ------------------------- |
| 1975 | Elvira Bakker                     |               |                           |
| 1976 | Viveca Marchena                   |               |                           |
| 1977 | Xiomara Winklaar                  |               |                           |
| 1978 | Silvana Trinidad                  |               |                           |
| 1980 | Soraida de Windt                  |               |                           |
| 1981 | Mylene Gerard                     |               |                           |
| 1982 | Vendetta Roozendal                |               |                           |
| 1983 | Yvette Domacasse                  |               |                           |
| 1984 | Ivette Atacho                     |               |                           |
| 1985 | Lidushka Curiel                   |               |                           |
| 1987 | Diana Fraai                       |               |                           |
| 1988 | Anushka Cova                      |               |                           |
| 1989 | Supharmy Sadjie                   |               |                           |
| 1990 | Jacqueline Nelleke Josien Krijger |               |                           |
| 1991 | Nashaira Desbarida                |               |                           |
| 1992 | Christina Bakhuis                 |               |                           |
| 1993 | Sally Daflaar                     |               |                           |
| 1994 | Marisa Bos                        |               |                           |
| 1995 | Danique Regales                   |               |                           |
| 1996 | Yandra Faulborn                   |               |                           |
| 1998 | Jearmeane Colastica               |               |                           |
| 2000 | Jozaine Marianella Wall           |               | Caribbean Queen of Beauty |
| 2002 | Ayanette Mary-Ann Ileana Statia   | Semifinalista |                           |
| 2003 | Angeline Fernandine Da Silva Goes |               |                           |
| 2004 | Sue-Ann Stephanie Hudson          |               |                           |
| 2006 | Fyrena Judica Hannah Martha       |               |                           |
| 2007 | Mckeyla Antoinette Richards       |               |                           |
| 2008 | Norayla María Francisco           |               |                           |
| 2009 | Chantalle Thomassen               |               |                           |
| 2010 | Angenie Simon                     |               |                           |
| 2011 | Monifa Jansen                     |               |                           |
| 2012 | Stephanie Rose Chang              |               |                           |
| 2013 | Xafira Urselita                   |               |                           |
| 2014 | Gayle Sulvaran                    |               |                           |
| 2015 | Alexandra Krijger                 |               |                           |
| 2016 | Sabrina Namias de Castro          |               |                           |
| 2017 | Vanity Girigori                   |               |                           |
| 2018 | Nazira Colastica                  |               |                           |

### Rappresentante per Miss Terra
| Anno | Rappresentante              | Piazzamento | Speciali riconoscimenti | Note     |
| ---- | --------------------------- | ----------- | ----------------------- | -------- |
| 2006 | Kristal Rose Sprock         |             |                         |          |
| 2007 | Fyrena Judica Hannah Martha |             |                         | Ritirata |
| 2009 | Amada Beatrix Hernandez     |             |                         | Ritirata |
| 2010 | Norayla María Francisco     |             |                         |          |
| 2011 | Miluska Willems             |             |                         |          |

### Rappresentante per Miss International
| Anno | Rappresentante                | Piazzamento   | Speciali riconoscimenti |
| ---- | ----------------------------- | ------------- | ----------------------- |
| 1971 | Imelda Thode                  |               | Miss Friendship         |
| 1997 | Jadira Suleika Bislick        |               |                         |
| 1998 | Santa Indris Tokaay           |               |                         |
| 1999 | Pamela Winkel                 | Semifinalista |                         |
| 2000 | Roselle Augusta               |               |                         |
| 2001 | Vanessa Maria Van Arendonk    |               |                         |
| 2002 | Luz Thonysha De Souza Pereira |               |                         |